# グラン＝フォール＝フィリップ
グラン＝フォール＝フィリップ （Grand-Fort-Philippe、オランダ語:Groot Filipsfort）は、フランス、オー＝ド＝フランス地域圏、ノール県のコミューン。

## 地理

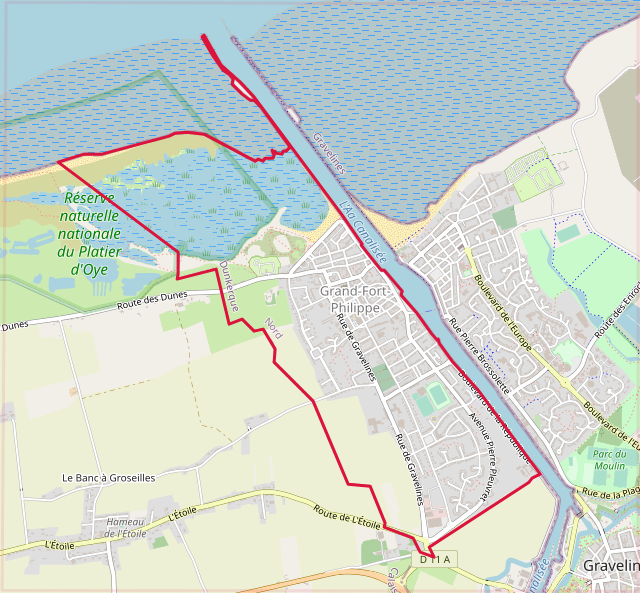
地図

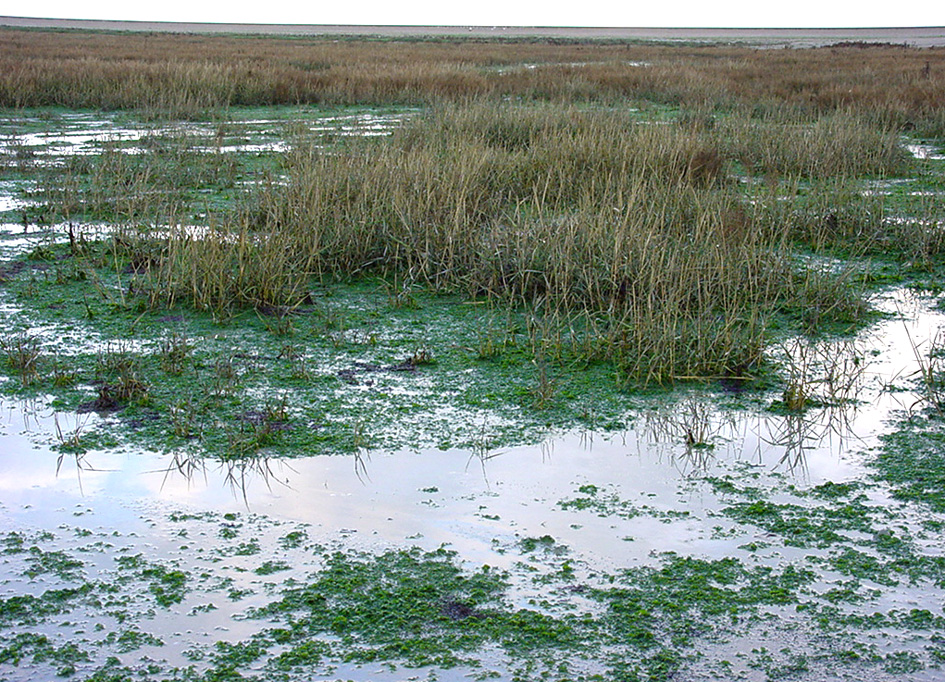
干潟

グラン＝フォール＝フィリップはパ＝ド＝カレー県と境界を接している。コミューンは北海に注ぐアー川の河口に位置する。コミューンは、ダンケルクから23km、カレーから20km離れている。
A16道路から6kmの距離にある。鉄道のグラヴリーヌ駅とは3.5km離れており、最寄りのTGV駅はダンケルクにある。町では、ダンケルクの公共都市交通バスサービスであるDK'Bus MarineのA線が運航されている。
町はアー川とその三角州、干潟、プラティエ・ドワ国立自然保護区といった、自然遺産が多い。

## 由来
グラン＝フォール＝フィリップというコミューンの名称は、16世紀にスペイン軍がこの地に建設した砦に由来する。その後、フォール＝フィリップという名の漁村が誕生した。接尾辞のgrandは19世紀に登場した。アー川河口の対岸にあるグラヴリーヌの、プティ＝フォール＝フィリップ（Petit-Fort-Philippe）という名の新しくできた集落と区別するためである。しかしながらコミューンとなる以前は、2つの集落を区別するのにフォール＝フィリップ＝ノール（北のフォール＝フィリップ）またはフォール＝フィリップ＝シュド（南のフォール＝フィリップ）、フォール＝フィリップ＝プラージュと呼ばれたりしていた。

## 歴史

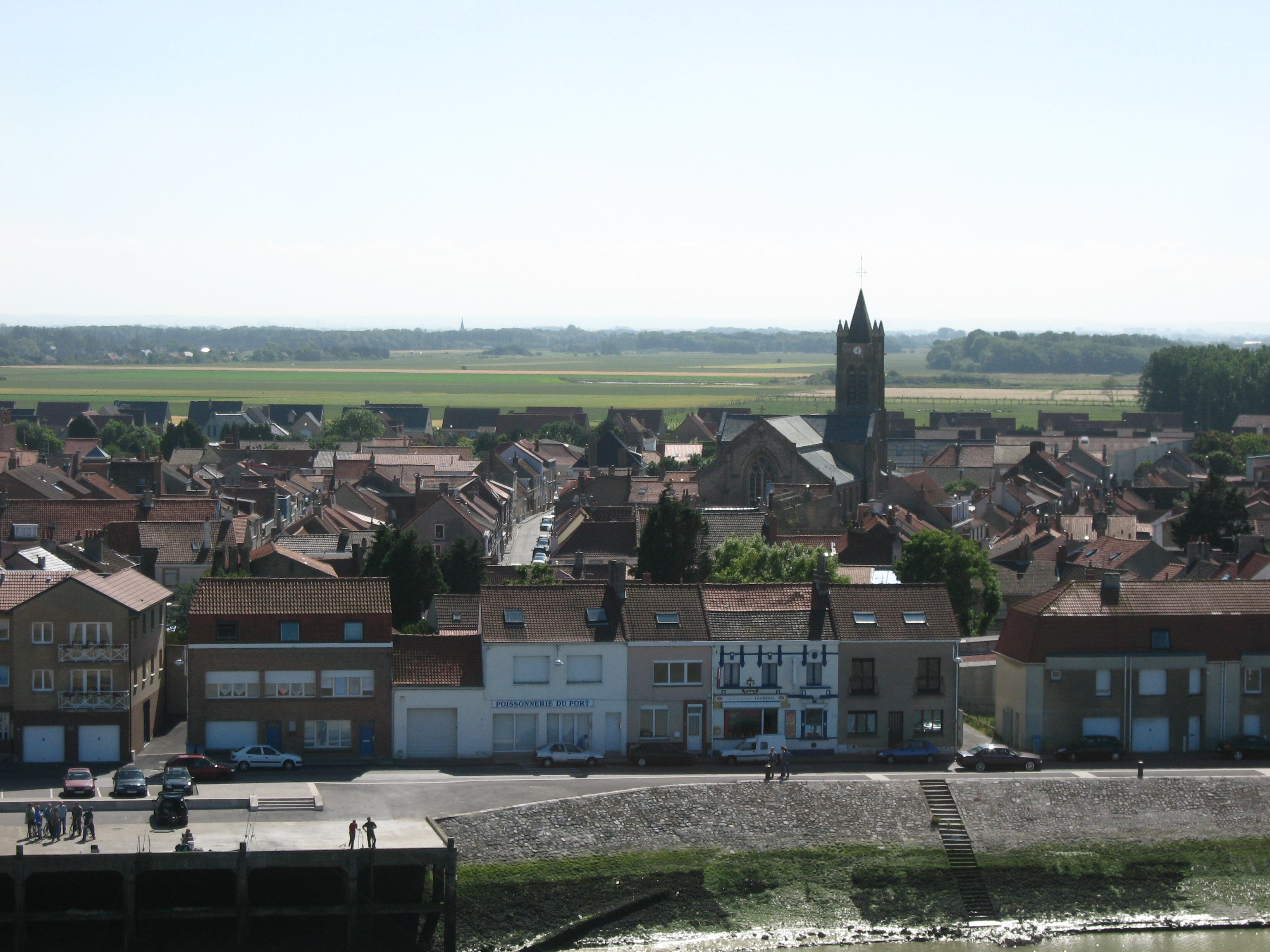
アー川から眺めた街並み

コミューンとして歴史が浅いにもかかわらず、将来小さな町となる場所は、海に向かって土地が生まれていくにつれてすぐに人が定住した。
スペイン人がグラヴリーヌから北海に向かって運河を掘ったのは1635年から1638年にかけてだった。そして、『スペイン人の水たまり』として知られる場所で、西側に彼らは角型の要塞化された構造物を建設し、東側に小さな砦を建設して閘門を守った。この構造物全体がフォール＝サン＝フィリップ（Fort Saint-Philippe）といった。1638年の冬、フランス軍は海側から閘門を破壊し、スペイン軍は水路の防衛を放棄した。西側を満潮や砂丘の前進から守る天然の堤防が、数か所の農業用小屋の出現を可能にした。1659年11月7日、仏西間でピレネー条約が調印されると、フォール＝フィリップはフランス領となった。
1740年、ルイ15世は運河掘削を再開することにした。東側の干拓が進むと、一部の漁師たちがレ・ジュット集落（現在のグラヴリーヌの集落）から離れ港の西に定住した。このようにしてレ・ジュット・デュ・フォール・フィリップ（les Huttes du Fort- Philippe）が誕生した。18世紀を通じて人口は着実に増加し、1785年には漁業を生業とする20の家族があった。主な姓はアジェ（Agez）、クレトン（Creton）、ドベルクール（Daubercourt）、ドレ（Dollet/Daullé)、デュボワ（Dubois）、フルニエ（Fournier）、ラムール（Lamour）、ルフェーヴル（Lefebvre）、ルメール（Lemaire）、ノワイエル（Noyel）、プラショ（Plachot）、ポティエ（Potier）、ヴァドゥー（Wadoux）である。

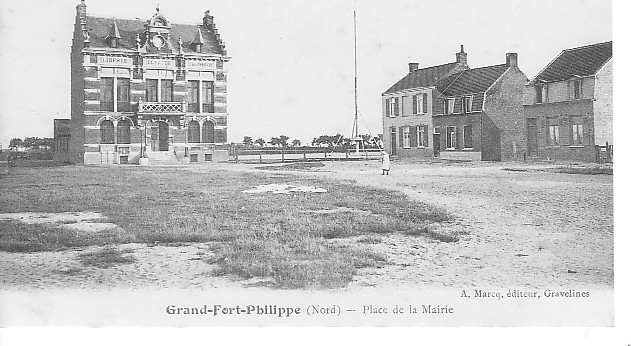
コミューン庁舎

19世紀初頭、教育問題が提起され、1811年にマルク・フィノは正式の教室を開いた。1864年に土地からあがる収入が抑制され、学校側が支払いをするようになった。漁師の親方たちの主導で、学校拡張を可能にする建物を取得するため、1876年1月に募金活動が組織された。他にも、グラン＝フォール＝フィリップ住民の寄付が続き、教会参事会員ジャック・マセリスの粘り強さのおかげで、教会の最初の石は1860年10月1日に置かれ、2年後には初めて礼拝が行われた。船員たちが1865年に町に寄付をした。1849年と1866年の2度コレラ流行があり、それぞれ59人と75人が死亡したにもかからわず、人口は75年間で6倍になった。
グラン＝フォール＝フィリップの自治は1848年と1862年と1881年の3回主張された。3度目にあたる1881年2月22日に、当時ドゥマルル＝フェテル市長率いるグラヴリーヌ市議会の承認を受けて、1883年7月15日付けのデクレが公布され、1884年1月1日よりコミューンとなった。1月27日、首長を選ぶため議会が招集された。首長にシャルル＝ウジェーヌ・カルネ、助役にジョゼフ・ルプレトルが選出された。レジオンドヌール勲章叙勲者であるルプレトルは、グラヴリーヌ港の水先案内人であり、救命艇の所有者だった。コミューン庁舎広場は、1894年から1900年までの首長にちなんで名づけられた。
こうした初期に選出された役人のため、全てがなされるべきだった。地方自治体の財源は、村への物品の搬入に対して徴収される税金だが、最も深刻な問題は、依然としてグラン＝フォール＝フィリップが不衛生な状態であることだった。コミューンはコレラの流行から逃れられなかった。1892年の流行では35人が死亡した。下水処理の開始まで2、3年待たねばならなかった。
グラン＝フォール＝フィリップの地元民のアイデンティティが最初にその田舎言葉から生まれたのは、この時代だった。ピカルディ起源の田舎言葉は海事用語と混ざりあい、フラマン人の町グラヴリーヌとの差別化を可能にしただけでなく、魚の保護に向けた習慣や食習慣の違いも明らかにした。
公立学校の要員増加を補うため、教区司祭のアーン神父は教室を2つつくるため古いボールルームを購入するよう、数人の篤志家を説得した。

### 現代
20世紀前半に成功する自治体は、町に様々な不幸が降りかかろうとも、漁業生産、若いグラン＝フォール＝フィリップ住民の教育、街路の衛生を推進させることを目的とした。1888年と1895年は漁師にとって暗黒の年だった。そして世界大戦ではフランスのために138人の兵士たちが命を捧げ、1930年代にはアイスランドでの外国漁船の操業が排除される危機があった。
1911年1月13日のひどい嵐の時、多くの漁船が沖に出ていた。アルフレッド・ブルネが指揮する救命艇に17人の漁師たちが救出された。多くの孤児を残したこの嵐は、北フランスの日刊紙ル・グランゼコーによって『暗黒の1月』と呼ばれた。
こうしたあまりにも多い海難事故の後、グラン＝フォール＝フィリップの漁業従事者たちは収入を得て生きていくための船の不足にも大きな打撃を受けていた。鉱山で働くため海から離れる者もいた。難破の多発が、住民の連帯の動きを生み出した。ノール県は5000フランをコミューンに割り当て、寛大さを示した。
第一次世界大戦中、グラン＝フォール＝フィリップは、ニーウポールトに始まりフランドルの山地に向かってイーゼル川の流れをたどる、前線の後方に位置していた。1916年と1917年には、グラヴリーヌの宿営司令部の権限下に置かれた。
第二次世界大戦中、ル・コション・ノワールという場所で一日抵抗したが、町はドイツ軍に占領された。グラン＝フォール＝フィリップは1944年9月7日、カナダ軍によって解放された。

## 人口統計
2018年時点のコミューンの人口は5121人で、2013年当時の人口より2.75%減少した
| 1962年 | 1968年 | 1975年 | 1982年 | 1990年 | 1999年 | 2006年 | 2011年 | 2018年 |
| ------ | ------ | ------ | ------ | ------ | ------ | ------ | ------ | ------ |
| 4662   | 4712   | 5880   | 6611   | 6477   | 6078   | 5582   | 5377   | 5121   |

参照元:1962年から1999年までは複数コミューンに住所登録をする者の重複分を除いたもの。それ以降は当該コミューンの人口統計によるもの。1999年までEHESS/Cassini、2006年以降INSEE

## ギャラリー

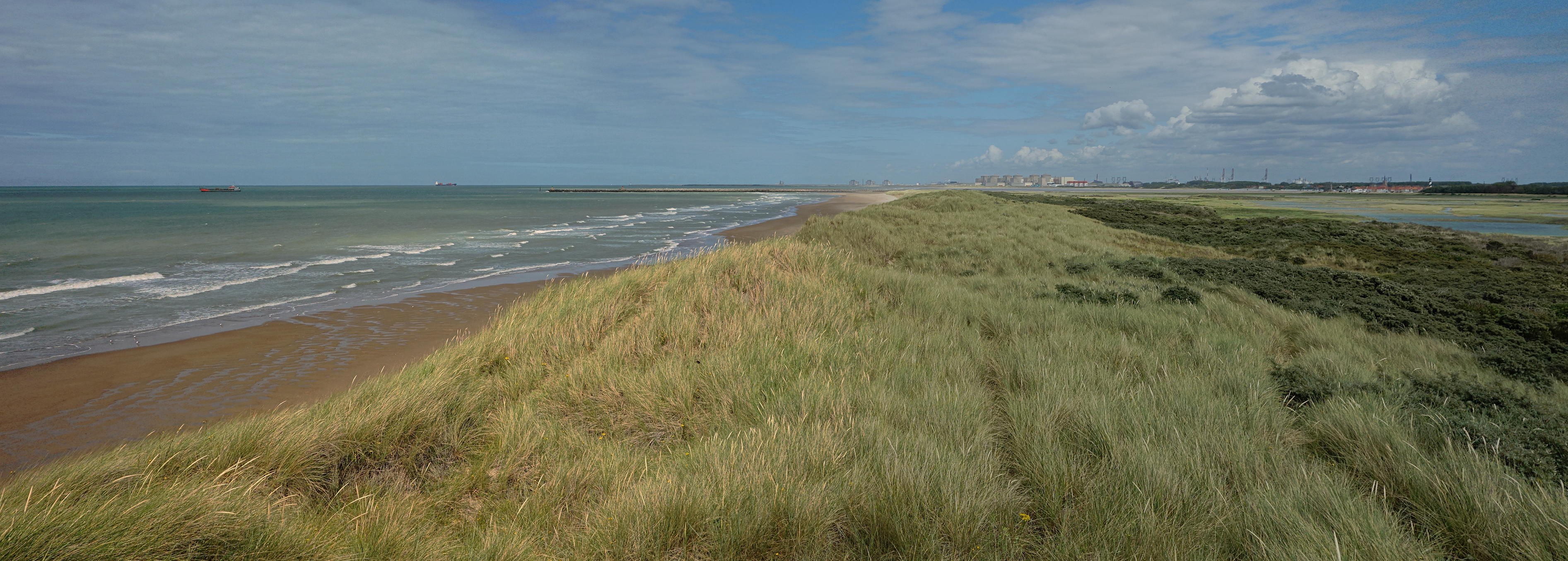
砂丘
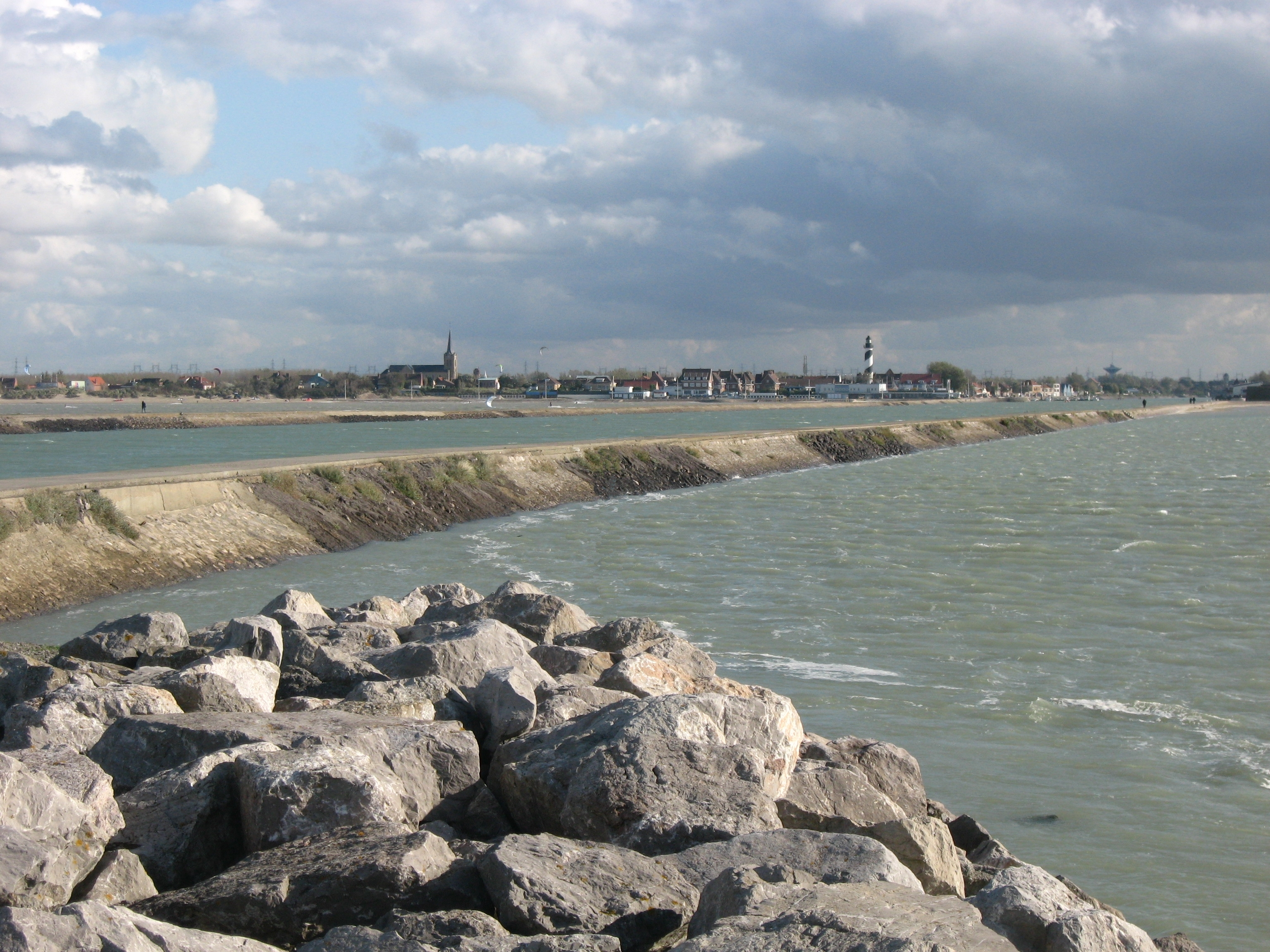
堤防
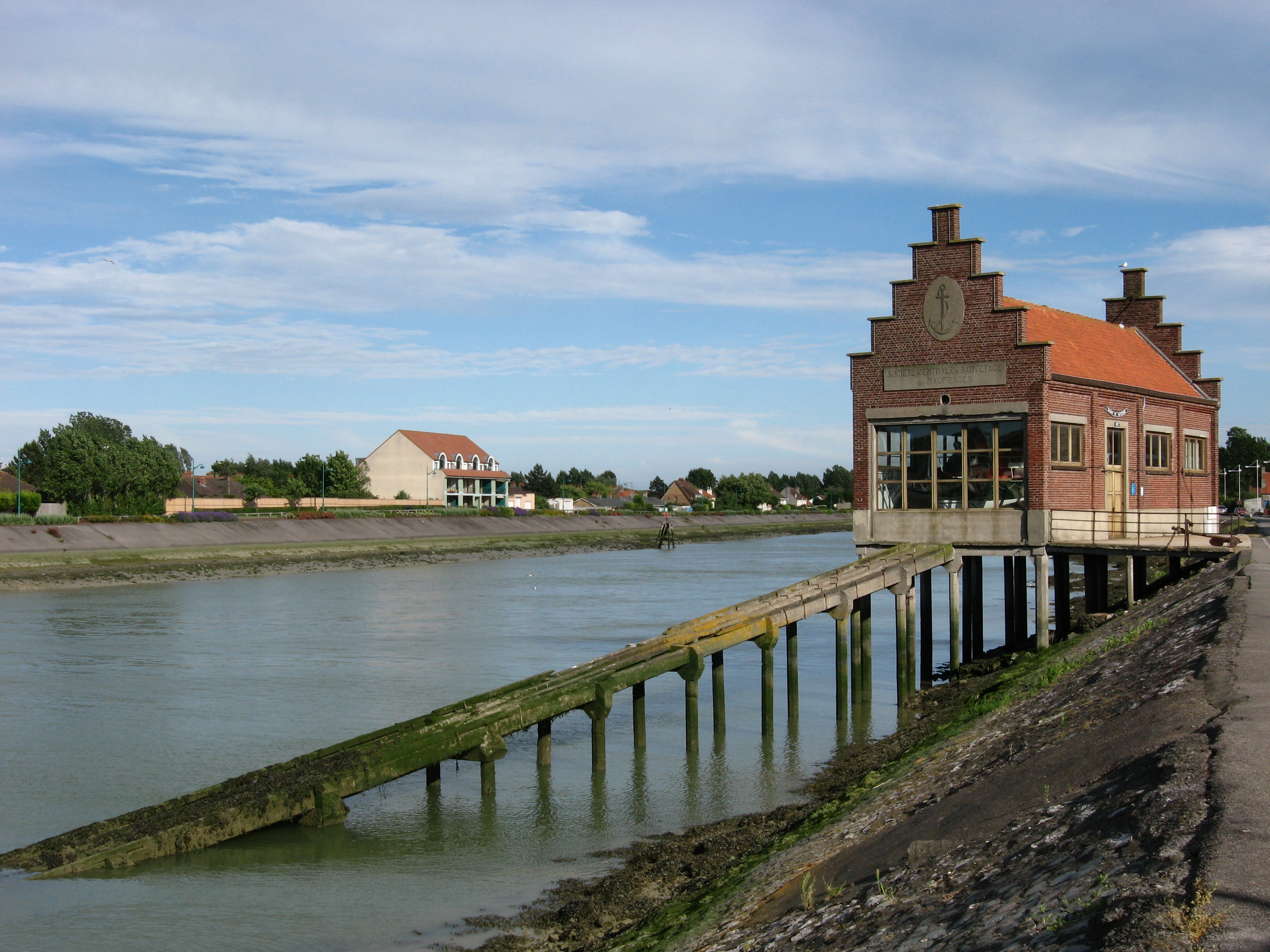
遭難救助小屋
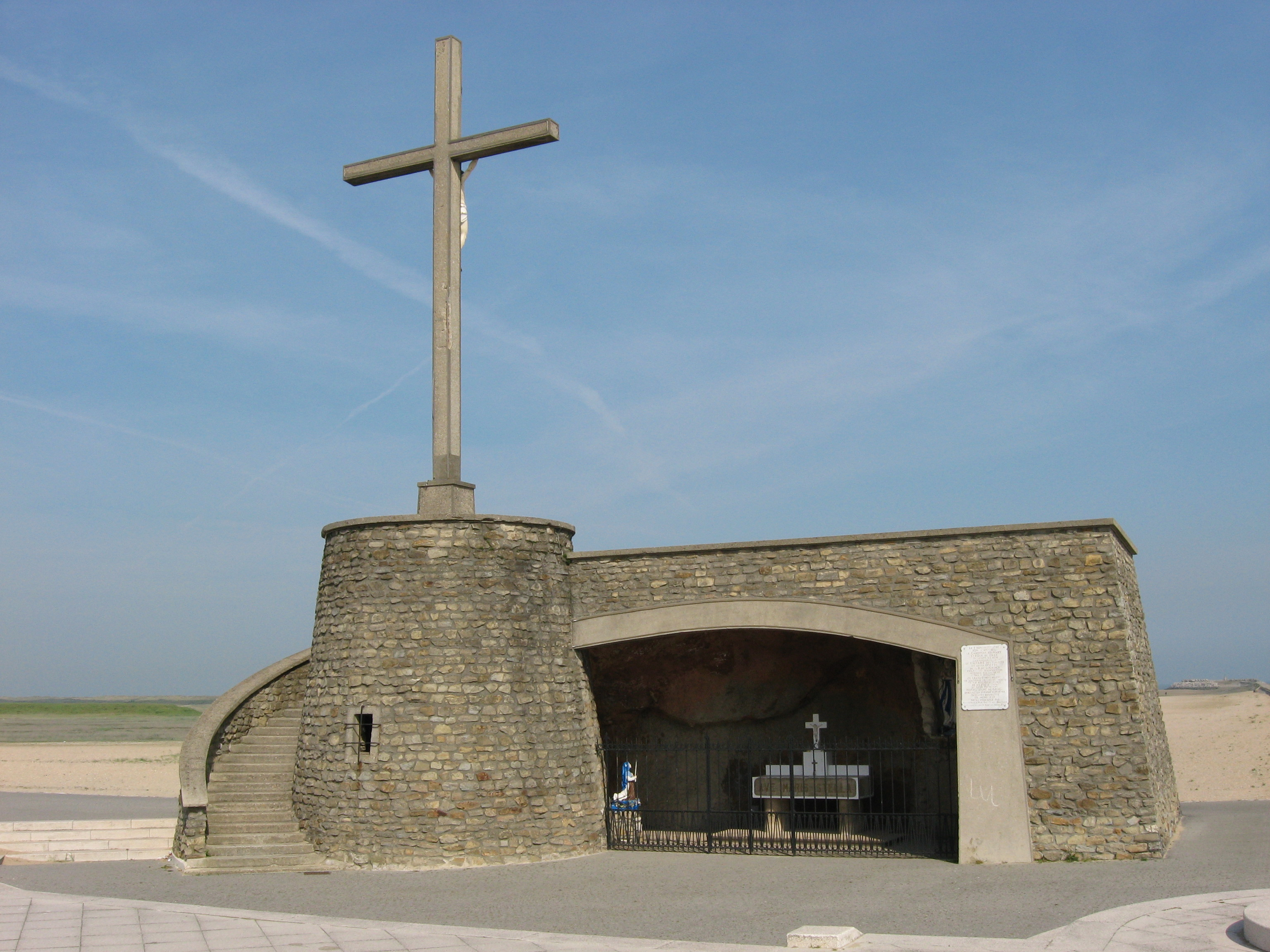
船乗りの十字架